# Immer die verflixten Weiber
Immer die verflixten Weiber (en français Toujours les sacrées femmes) est un film suisse réalisé par Toni Stubhan sorti en 1970.

## Synopsis
Les femmes d'une commune suisse veulent enfin atteindre l'égalité. À la tête du mouvement se trouve la sage-femme Spyri, qui ne veut absolument pas se faire marier par le maire de la commune, Stirnimann. Les femmes réussissent à kidnapper le maire et à mettre son ancienne amante à sa place.
La politique aux mains des femmes effraie les maris. Avec l'aide d'une propriétaire de bar, Stirnimann élabore un plan pour ramener les femmes à la raison. Les hommes font semblant de s'amuser avec les serveuses, ce qui rend les femmes jalouses. Tout le monde se réconcilie et la situation est alors normalisée.

## Fiche technique
- Titre original : Immer die verflixten Weiber
- Réalisation : Toni Stubhan assisté d'Edith Zeyn
- Scénario : Carola Oest
- Musique : Toni Stricker
- Costumes : Marianne Fleischmann, Wolfgang Zehetner
- Photographie : Walter Partsch (de)
- Son : Bruno Müller
- Montage : Friedericke Mair
- Production : Leo Höger
- Société de production : Stamm Film AG
- Pays d'origine :  Suisse
- Langue : suisse allemand
- Format : Couleur - 1,37:1 - Mono - 35 mm
- Genre : Comédie
- Durée : 92 minutes
- Dates de sortie :
  - Suisse : 26 décembre 1970.
  - Allemagne de l'Ouest : 2 avril 1971.

## Distribution
- Mady Rahl : Spyri, sage-femme
- Alfred Rasser : Stirnimann
- Beppo Brem (de) : Gnaeggi
- Heinrich Gretler : Heiri Baer, propriétaire d'une fromagerie
- Michael Maien (de) : Michael, la fils de Baer
- Gretl Schörg : la pharmacienne
- Raoul Retzer : le pharmacien

ainsi qu'Erich Padalewski, Dorothea Carrera (de), Elfi Gerhardt (de), Marianne Burg, Eva Tesari, Hermi Niedt, Toni Stubhan, Gerda Berndorff...

## Production
Dix ans plus tôt, le thème de base est traité dans le film en dialecte Wenn d'Fraue Wahle. Alfred Rasser développe l'idée originale. Bien qu'il s'agisse d'une production suisse, le film ne diffère pas significativement des films de divertissement allemands ou autrichiens qui sont courants à l'époque, puisque la plupart des participants devant et derrière la caméra viennent également de ces pays.
Le tournage a lieu à Küssnacht. La même équipe technique et en partie les mêmes comédiens tournent en parallèle Keine Angst Liebling, ich pass schon auf!.